# Hyacinthe Rigaud

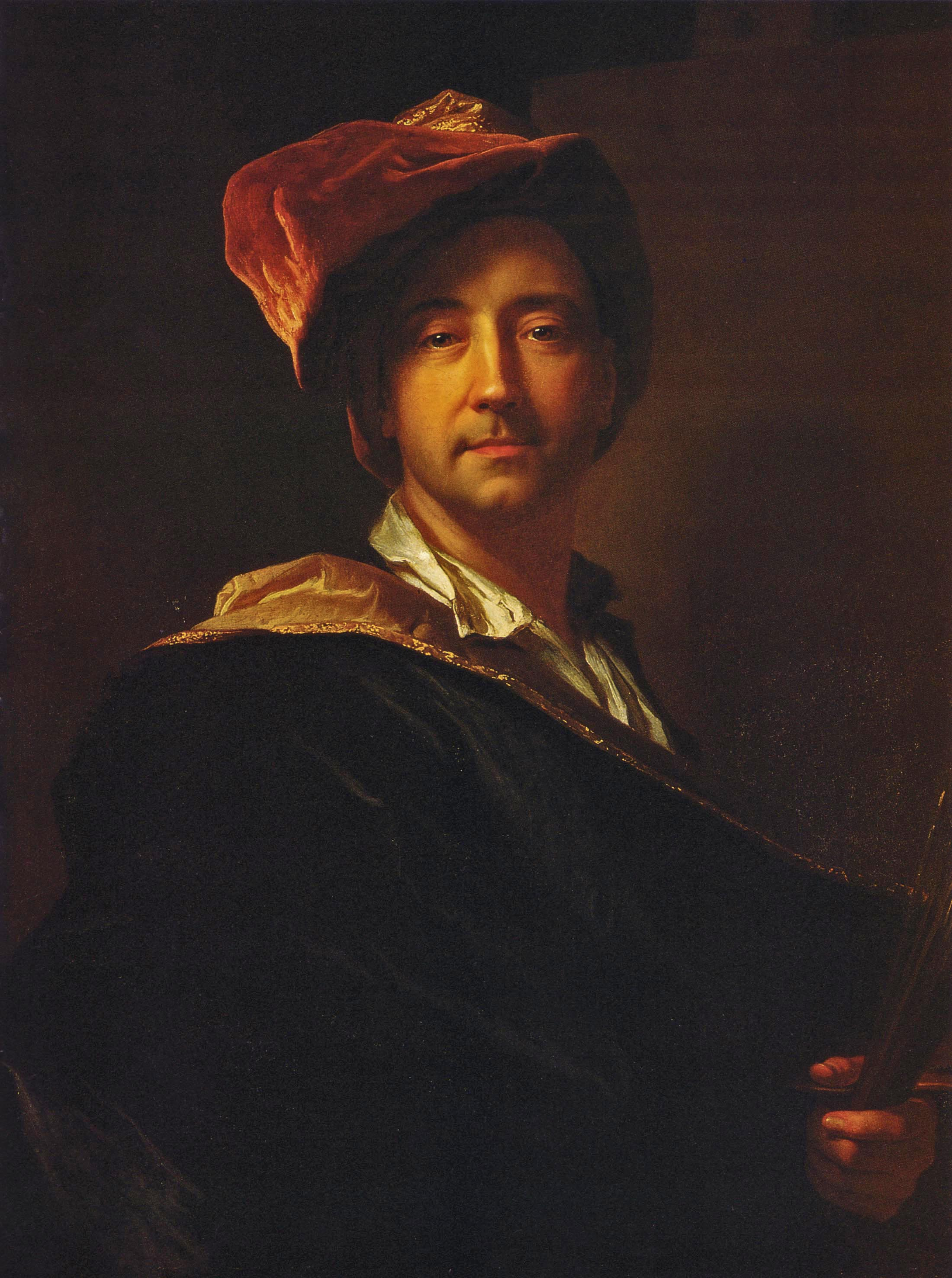
Selbstporträt – 1698, Musée Hyacinthe-Rigaud de Perpignan

Paradebildnis – 1701, Ludwig XIV. König von Frankreich

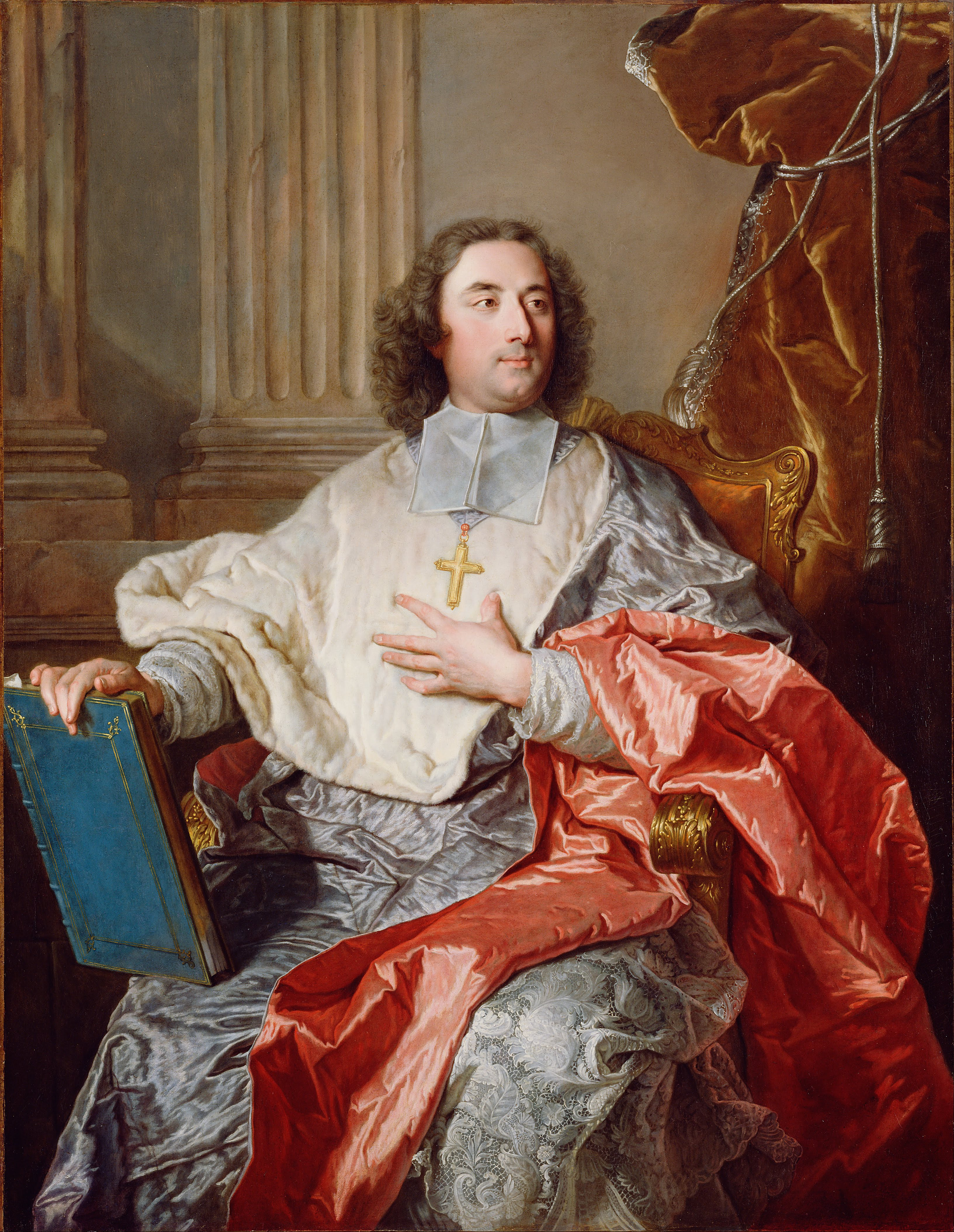
Louis Charles de Saint-Albin, Erzbischof von Cambrai, 1723

Hyacinthe Rigaud (eigentlich Hyacinthe-François-Honoré-Mathias-Pierre Martyr-André Jean Rigau y Ros) (* 18. Juli 1659 in Perpignan, Frankreich; † 29. Dezember 1743 in Paris) war der bedeutendste Porträtmaler des französischen Ancien Régime.

## Leben
Rigaud, der früh zum Halbwaisen väterlicherseits wurde, entstammte einer Malerfamilie und wurde daher im Alter von 14 Jahren nach Montpellier zur Malerausbildung zum wenig bedeutenden Maler Paul Pezet geschickt. Später wurde er Schüler bei Henri Verdier und Antoine Ranc, der dem jungen Rigaud vor allem die Malerei Van Dycks nahebrachte. Schon früh zeigt sich das porträtistische Talent Rigauds.
Im Jahre 1681 siedelte Rigaud nach Paris über, wo er an der Académie royale anfangs noch im Historienfach tätig war. Mit einem Historiengemälde gewann er 1682 den zweiten Preis des Prix de Rome der Akademie, der mit einem Stipendium an der Außenstelle der Akademie in Rom verbunden war. Sein Lehrer Charles Lebrun, Hofmaler des Königs, überzeugte Rigaud jedoch, die Historienmalerei und damit das vor allem ihr dienende Romstipendium aufzugeben und sich der Porträtmalerei zu widmen. Seine ersten Aufträge erhielt Rigaud aus dem Finanzbürgertum und dem Amtsadel. Die dabei geschaffenen Bildnisse verschafften Rigaud erhebliches Ansehen, sodass er 1688 vom Bruder des Königs Philipp I. von Orléans mit einem Porträt beauftragt wurde, dessen einschlagender Erfolg ihm nun auch die Türen zum Hochadel, zum hohen Klerus und zur Krone öffneten. 1689 porträtierte er den Sohn von Philipp I., der nach dem Tode des Königs Ludwig XIV. als Herzog von Orléans Regent für den späteren Ludwig XV. wurde. Sein wohl bekanntestes Werk ist das große Paradebildnis Ludwigs XIV. aus dem Jahre 1701 (siehe Abbildung); es wurde wie die meisten Staatsbildnisse mehrfach kopiert. Rigaud unterhielt ein umfangreiches Atelier, mit Spezialisten für bestimmte Bildteile wie Hintergründe, Draperien oder Blumenwerk, das in fast industrieller Manier Bildnisse produzierte, die oftmals nur wenige Pinselstriche von der Hand Rigauds aufweisen.
Er wurde 1707 zum Mitglied der Akademie gewählt, lehrte dort ab 1710 Malerei und war ab 1733 Rektor. Mit dem Aufstieg Nattiers indes nahm seine Bedeutung ab und er produzierte zusehends weniger. Zu seinen Schülern gehörte Jean Ranc, der später als spanischer Hofmaler arbeitete.

## Œuvre und Bedeutung

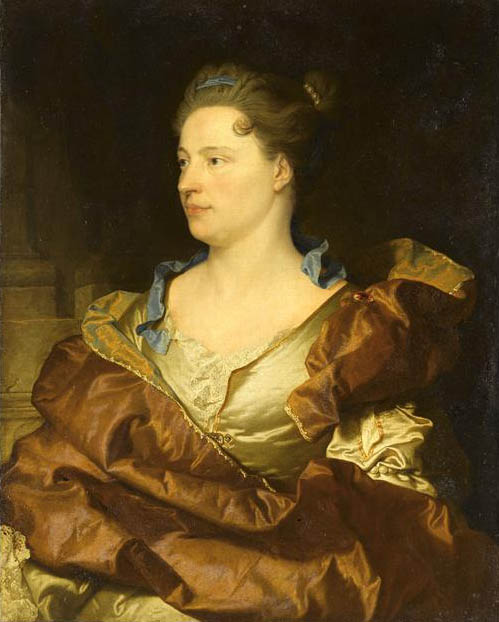
Rigaud: Bildnis von Élisabeth de Gouy, Frau des Künstlers, 1743

Seinerzeit war Rigaud der unangefochtene Star der Porträtmalerei. Zahlreiche Bildnisse zeigen, dass er mit einzigartiger Präzision nicht nur die Physiognomie, sondern auch den Charakter der dargestellten Personen erfasste. Seine Werke, die das damalige Bedürfnis nach Repräsentation hervorragend erfüllten, geben uns heute detaillierte Auskunft über Kleidung und die Frisuren der Zeit, darüber hinaus illustrieren sie das who is who der Epoche: Neben Porträts der Könige Ludwig XIV., Ludwig XV. und Philipp V. von Spanien porträtierte er auch den König August II. von Polen, gleichzeitig Kurfürst August (der Starke) von Sachsen und den König Friedrich IV. von Dänemark und Norwegen, Liselotte von der Pfalz (Gemahlin von Philipp I., dem Herzog von Orléans). Außer den genannten fertigte er auch Porträts weiterer Könige Europas sowie anderer Mitglieder der französischen und außerfranzösischen staatstragenden Stände an. Doch auch und gerade seine bürgerlichen Porträts zeigen die Genialität seiner Charakterdarstellung. Die meisten seiner späteren Werke stammen „nur“ aus seinem Atelier, sodass eine genaue Zuordnung zu „seiner“ Hand oft erschwert ist, zumal es von vielen Bildnissen Atelierkopien gab. Rigaud selbst verfasste ein Werkverzeichnis.
An den Werken von Hyacinthe Rigaud orientierten sich viele Porträtmaler. So auch Anton Graff, der während seiner Zeit in Ansbach dessen Porträts kennenlernte. Die beispielhafte Wiedergabe des Stofflichen, des Samtes und der Seide des französischen Hofmalers wurde ihm zum Vorbild.